# Euchelus pullatus
Euchelus pullatus là một loài ốc biển, là động vật thân mềm chân bụng sống ở biển thuộc họ Chilodontidae.